# Helcogramma rharhabe
Helcogramma rharhabe är en fiskart som beskrevs av Holleman 2007. Helcogramma rharhabe ingår i släktet Helcogramma och familjen Tripterygiidae. Inga underarter finns listade i Catalogue of Life.